# インテルメッツォ (オペラ)
『インテルメッツォ』（Intermezzo）は、リヒャルト・シュトラウスの第8作目のオペラで、1924年にドレスデンでフリッツ・ブッシュの指揮により初演された。「交響的間奏曲付きの2幕の市民喜劇」という副題がついている。台本は作曲者自身の作であり、家庭の中で実際に起こった出来事をもとにしている。2幕全13場で構成されている。
登場人物のシュトルヒとクリスティーネ夫妻は、シュトラウス自身とパウリーネのことである。ドレスデンでの初演の舞台は、実際のガルミッシュにあるシュトラウスの山荘の部屋を再現してつくられていた。『家庭交響曲』や『英雄の生涯』と同じように、家庭や自分の生活から着想を得ている。

## あらすじ
指揮者のシュトルヒは、ウィーンに客演しながらトランプ・ゲームを楽しんでいたが、その留守中に女性からの親しげな手紙が届く。それにより、妻クリスティーネは激しく怒る。しかし、それは人違いによる誤解だったことがわかり、一件落着。幸せな家庭生活が戻る。